# Alessandro Ruffini (artigliere)
Alessandro Ruffini (Castelfidardo, 29 gennaio 1893 – Noventa Padovana, 3 novembre 1917) è stato un militare italiano. Fu giustiziato, senza processo, per ordine del generale Andrea Graziani (il giorno dopo in cui assunse le sue funzioni) in quanto non si era levato il sigaro per salutarlo al suo passaggio.
La giustificazione della condanna, fornita dal Generale, fu quella di voler dare un esempio per porre freno all'aumento delle diserzioni e dei rifiuti a combattere; il caso fu al centro di una campagna di stampa e vi furono interrogazioni parlamentari alle quali il Generale fu chiamato a rispondere. La storia è raccontata anche nel documentario "Non ne parliamo di questa guerra" di Fredo Valla.

## Biografia
Nasce nella Parrocchia di Castelfidardo, figlio di Giacomo e di Nazzarena Bertoli.
Presta servizio presso il Regio Esercito, nella Grande Guerra.
Alessandro Ruffini viene ucciso il 3 novembre 1917 a Noventa Padovana, mediante esecuzione sommaria, ordinata dal generale Andrea Graziani, che lo accusò di averlo salutato militarmente senza prima essersi levato di bocca il sigaro che stava fumando. Ruffini fu prima brutalmente bastonato e successivamente fucilato "per dare un esempio terribile atto a persuadere tutti i duecentomila sbandati che da quel momento vi era una forza superiore alla loro anarchia", come affermò lo stesso Graziani in risposta ad alcune proteste e interrogazioni parlamentari sollevate a seguito della pubblicazione della notizia della fucilazione di Ruffini sul quotidiano Avanti! del 28 luglio 1919. Andrea Graziani aveva rivolto lo sguardo verso Ruffini e, convinto di scorgere sul suo volto un sorriso beffardo, non ci pensò due volte a farlo fucilare.
Della fucilazione non vi è traccia sulla stampa locale: né Il Veneto, né La Provincia di Padova, né Il Gazzettino la riportano. Dichiarata zona in stato di guerra fin dal 22 maggio 1915, Padova – come molte altre province venete – era sottoposta al potere legiferante dell’autorità militare, che si affiancava così «a quella accordata dal parlamento al governo per le necessità della guerra con la legge 22 maggio 1915, n. 671».
Finita la guerra, la madre di Ruffini nel 1919 denunciò Graziani il quale ammise ufficialmente le sue responsabilità con una lettera pubblicata sul quotidiano Avanti! il 6 agosto 1919 ma non venne mai perseguito.
A tutt'oggi, i discendenti di Ruffini chiedono di poter avere una sepoltura di Alessandro. Presumibilmente è nel cimitero di Noventa Padovana, ma è impossibile sapere dove siano state traslate le sue ossa.

## Inchiesta parlamentare
L'esecuzione di Alessandro Ruffini trova eco all'interno della “Commissione d’Inchiesta – Caporetto”, presieduta dal generale dell'esercito Carlo Caneva, istituita il 12 gennaio 1918 per far chiarezza sulle cause e responsabilità che avevano portato al ripiegamento dell'Esercito Italiano dall'Isonzo al Piave. L’Archivio della Commissione d'Inchiesta, versato nel 1922-1923 all'Ufficio Storico dello Stato Maggiore dell'Esercito, costituisce il fondo H-4.
Leggendo l'inventario del fondo, alla Busta 13, si trova il fascicolo 249, denominato “267. Deposizione del maggiore generale Graziani cav. Andrea già ispettore generale degli sgomberi. 21 luglio 1918”. Al sottofascicolo 3, si trova la “relazione del generale Graziani, Ispettore Generale del movimento di sgombero al Comando Supremo, in data 22 novembre 1917; copia della dichiarazione del Ten. Col. Giuseppe Folezzani, in data 13 agosto 1919, riguardante la fucilazione del soldato Alessandro Ruffini (3 novembre 1917) a Noventa Padovana.”
Come riportato a pagina 127 dell'inventario, l'allegato dell'audizione del generale Graziani è andato disperso.

## Riabilitazioni
L'11 novembre 2005, l'amministrazione comunale di Castelfidardo ha riabilitato la figura di Alessandro Ruffini, a 88 anni e 8 giorni dalla sua esecuzione. La cerimonia si è conclusa con l'inaugurazione di un monumento alla memoria del fuciliere, alla presenza del vicepresidente del Consiglio regionale delle Marche.
In occasione del centenario della morte di Alessandro Ruffini è stata inoltrata al Presidente della Repubblica Italiana una petizione per la sua riabilitazione, a iniziativa del Consiglio comunale e l'amministrazione di Noventa Padovana, degli insegnanti delle scuole locali e dei cittadini.
L'amministrazione comunale di Noventa Padovana, con mozione n. 49 approvata dal Consiglio Comunale il 28 novembre 2018, ha richiesto la rimozione delle titolazioni di vie ad Andrea Graziani, con la proposta di dedicare, in futuro, una via o una piazza alla memoria di Alessandro Ruffini.

## Influenza culturale

### Narrativa
Prima dell'alba, romanzo di Paolo Malaguti, dedicato alla figura del milite Ruffini (Neri Pozza, 2017). Il romanzo riporta la seguente dedica:
(Prima dell'alba, Paolo Malaguti)

### Teatro
Il 3 novembre 2017 è stato realizzato a Noventa Padovana uno spettacolo dedicato ad Alessandro Ruffini.

### Monumenti
Il 3 novembre 2017 è stata installata a Noventa Padovana un monumento nel luogo in cui fu fucilato Alessandro Ruffini. L'installazione è composta da cinque soldati stilizzati che puntano il fucile verso il muro dove – ancora oggi – sono visibili i fori di proiettile.
L'inaugurazione si è svolta domenica 5 novembre 2017. In quell'occasione, alla targa che già esisteva, ne è stata scoperta una seconda in plexiglas, che riporta la vicenda come narrata da L’Avanti! il 28 luglio 1919:
(Comune di Noventa Padovana, 3 novembre 2017)